# Eurycea rathbuni
Eurycea rathbuni é um anfíbio caudado da família Plethodontidae endémica dos Estados Unidos da América.